# Coalemo
En la mitología griega, Coalemo (en griego Κοάλεμος, Koálemos, en latín Coalemus) era la personificación de la «Estupidez e ignorancia» (El sustantivo κοάλεμος significa insensatez, imprudencia, ignorancia, necedad o estupidez). A veces se le refiere más como un daimon, que como un espíritu y deidad menor. 

Por otro lado, también se utilizaba la palabra κοάλεμος en el sentido de "persona simple".
«Tienes todo lo necesario para la política. Los oráculos coinciden también con el pítico. Así que corónate y haz una libación a la Estupidez».
Y también:
«En los primeros tiempos era mal visto en la ciudad y se le tenía por un rebelde y un bebedor, parecido por naturaleza a su abuelo Cimón, quien por causa de su carácter bondadoso dicen que era apodado el Simple.

## Ences externos
- El hilo de Ariadna -  Personificaciones abstractas griegas. Cualidades Archivado el 20 de noviembre de 2015 en Wayback Machine.

- Datos: Q6424214